# Большаніна Марія Олександрівна
Марія Олександрівна Большаніна (рос. Большанина Мария Александровна; 9 (21) серпня 1898, Томськ — 28 березня 1984, Томськ) — радянський учений-фізик. Засновниця наукової школи в галузі фізики пластичності та міцності металів і сплавів. Лауреатка Сталінської премії (1942). Заслужена діячка науки і техніки РРФСР (1959).

## Біографія
Народилася в міщанській родині, сім'я була багатодітною — чотири сестри та брат. Із золотою медаллю закінчила Маріїнську жіночу гімназію Томська (1915). Із відзнакою закінчила фізико-математичний факультет Томського університету (1922, перший випуск).
У 1920 році розпочала викладацьку роботу (робітфак ТДУ). 1 вересня 1922 року прийнята науковим співробітником на кафедру фізики ТДУ, з 1929 року — асистент. З 1925 року співпрацювала в ТТІ (перетворений в 1928 році в СФТІ).
7 березня 1930 року піддалася арешту за звинуваченням у контрреволюційній діяльності, 9 червня того ж року була звільнена.
У 1931 році — доцент кафедри фізики ТДУ.
У 1935 році без захисту було присвоєно вчений ступінь кандидата фізико-математичних наук.
Професор Томського університету (1936—1973). У 1936—1937 роках — декан фізико-математичного факультету ТДУ, а з лютого 1938 року — завідувачка кафедри загальної фізики, з вересня 1939 року по липень 1969 року — завідувачка кафедрою експериментальної фізики.
У 1941 році захистила дисертацію на здобуття наукового ступеня доктора фізико-математичних наук.
У 1969—1973 роках — професор-консультант.
Підготувала близько 45 кандидатів і 5 докторів наук. Автор понад 100 наукових робіт, у тому числі 7 монографій.
Обиралася депутатом Томської обласної ради депутатів трудящих (1947—1959).
Похована на цвинтарі Бактин.

## Наукові інтереси
Фундаментальні праці з вивчення механічних властивостей твердого тіла. Авторка оригінальної теорії пластичної деформації. Розробила деякі проблеми жароміцних сплавів. У роки Німецько-радянської війни досліджувала закони впровадження пуансонів у метали в зв'язку з проблемами бронепробиття.

## Нагороди
- 1942 — Лауреатка Сталінської премії,
- 1946 — Медаль «За доблесну працю у Великій Вітчизняній війні 1941—1945 рр.»,
- 1954 — Орден Леніна,
- 1959 — Почесне звання «Заслужений діяч науки і техніки РРФСР».

## Пам'ять
2004 року Томська міська Дума ухвалила рішення присвоїти найменування «вулиця професора Большаниной» вулиці 4-ї черги забудови мкр. «Наука»